# ممنوع الحب (أغنية)
ممنوع الحب (الإسبانية: "Amor Prohibido"), (الإنجليزية: "Forbidden Love") هي أغنية المغنية المكسيكي الأمريكية، سيلينا. ممنوع الحب هو أول واحد المفرج عنهم من ألبومها ممنوع الحب (ألبوم) (1994). وكتب أغنية أ. ب. كوينتانايلا الثالث. ومن المعروف على نطاق واسع كما أغنية أ التوقيع عليها. وفازت أغنية جائزتين في عام 1995.

## خريطة
| خريطة (1994)                                  | الذروة موقف |
| --------------------------------------------- | ----------- |
| U.S. بيلبورد (مجلة) Hot Latin Tracks          | 1           |
| U.S. Billboard Latin Regional Mexican Airplay | 5           |
| Norwegian Caliente Latin Ballads 6            | 6           |